# آرک-سو-سیکون
آرک-سو-سیکون (به فرانسوی: Arc-sous-Cicon) یک کمون در فرانسه است که در canton of Montbenoît واقع شده‌است. آرک-سو-سیکون ۲۸٫۴۹ کیلومتر مربع مساحت دارد.